# Fatima Bramme-Sey
Fatima Bramme Sey, känd som Fatima, född 15 september 1985 i Stockholm, är en svensk artist.
Hennes musik är en blandning mellan R&B och soul. 2014 släppte hon debutalbumet Yellow Memories.
Hon är dotter till Maudo Sey, äldre syster till radioprataren Amie Bramme Sey och halvsyster till sångerskan Seinabo Sey.

## Diskografi

### Studioalbum
- 2014: Yellow Memories
- 2017: And Yet It's All Love

### Singlar
- 2010: Mind Travellin' EP
- 2011: Follow you EP
- 2012: Phoneline (med FunkinEven)
- 2013: Circle
- 2013: Family / La Neta